# Hestø
Hestø er en lille ubeboet ø i den vestlige del af Søndersø syd for Maribo på Lolland. Øens højeste punkt er 13 m over havets overflade. Den ligger tæt ved en anden ubeboet ø kaldet Fruerø. Sammen med Præstø er disse tre ejet af Lolland Kommune og der er offentlig adgang.
Øen har været opdyrket, men landbruget blev opgivet i starten af 1900-tallet, da det var for besværligt at transportere ting til og fra øen. Den har været brugt til at have kvier og heste på græs, hvoraf sidstnævnte har givet navn til øen.